# Comprimento de onda térmico de de Broglie
Em física, o comprimento de onda térmico de de Broglie é definido para um gás ideal livre de partículas mássicas em equilíbrio como:
{\displaystyle \Lambda ={\sqrt {\frac {h^{2}}{2\pi mkT}}}={\frac {h}{(2\pi mkT)^{1/2}}}}
onde
- h é a constante de Planck
- m é a massa de um gás de partículas
- k é a constante de Boltzmann
- T é a temperatura do gás